# Laura Ros Verhoeven
Laura Ros Verhoeven (Barcelona, 1971) és una empresària catalana, directora general de postvenda a Volkswagen Group España Distribución empresa en la que treballa des de 1997 i on va arribar després d'haver treballat tres anys a Nissan. És llicenciada en Ciències Empresarials i Màster en Direcció i administració d'empreses per ESADE. El 2025 fou inclosa a la llista Forbes de les 100 dones més influents de Catalunya. El mateix any fou guardonada amb el Premi Ammde per la seva trajectòria professional.